# St. Gotthard (Strzelin)

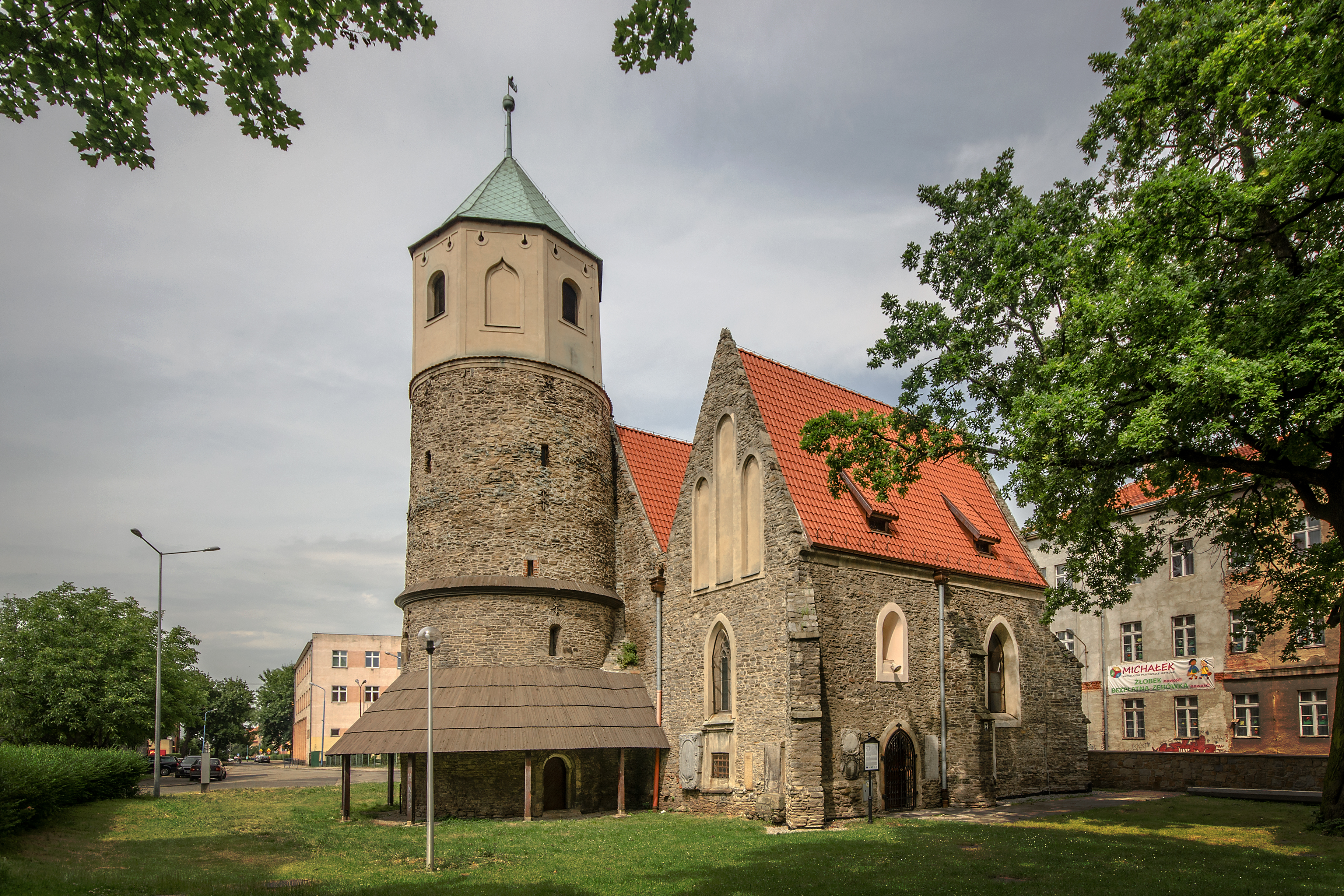
St. Gotthard mit Rotunde

Die St.-Gotthards-Kirche (polnisch Kościół św. Gotarda) ist eine römisch-katholische Kirche in Strzelin (deutsch Strehlen) in Polen. Das Gotteshaus an der ul. Michała Archanioła ist Filialkirche der Pfarrei der Kreuzerhöhungskirche in Strzelin im Erzbistum Breslau.

## Geschichte

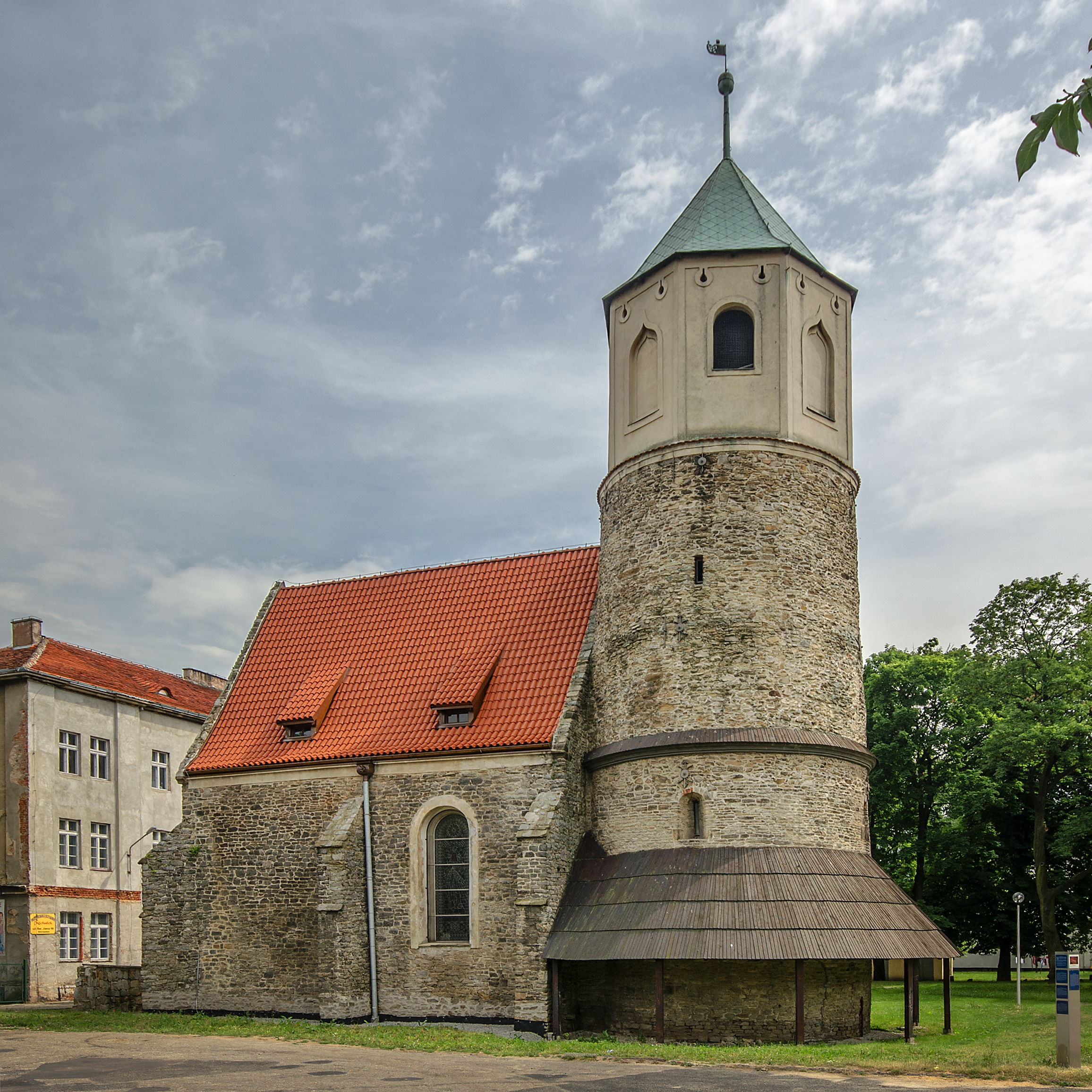
Nordansicht

Die Kirche wurde im Jahr 1233 erstmals erwähnt. Der steinerne Bau stammt aus dem 13. und 14. Jahrhundert. 1470 erfolgte eine Erweiterung des südlichen Schiffs. Während der Reformation wurde die Kirche von 1532 bis 1682 durch die evangelische Gemeinde genutzt. 1616 brannte die Kirche aus und wurde bis 1620 wieder hergestellt. Nach dem Tod des Brieger Herzogs Wilhelm I. und der dadurch einsetzenden Gegenreformation ging die Kirche wieder in den Besitz der Augustinereremiten über und wurde somit wieder als katholisches Gotteshaus genutzt. 1708 übernahmen die Protestanten erneut die Kirche, die danach bis 1945 als evangelisches Gotteshaus genutzt wurde. Im 19. und 20. Jahrhundert gehörte die Gemeinde zum Kirchenkreis Strehlen in der Kirchenprovinz Schlesien der preußischen Landeskirche.
Nach dem Übergang an Polen 1945 wurde die Kirche nicht mehr für Gottesdienste genutzt. Seit 1950 steht das Kirchengebäude unter Denkmalschutz. In den 1950er Jahren wurden bei Ausgrabungen Fundamente einer Rotunde entdeckt, die vermutlich auf die Zeit vor der Stadtgründung zurückgehen. Seit 1994 werden in der Kirche wieder katholische Gottesdienste gefeiert.

## Architektur
Beim Kirchenbau handelt es sich um eine zweischiffige, zweijochige Hallenkirche im Stil der Romanik. Der Bau entstand aus Granit-Bruchstein. Der Kirchenbau besitzt ein Satteldach und Kreuzrippengewölbe im Inneren. Im Westen des Kirchenbaus befindet sich eine Rotunde im romanischen Stil mit einem oktogonalen Aufsatz und einem Pyramidendach.